# Lutzomyia callipyga
Lutzomyia callipyga är en tvåvingeart som beskrevs av Martins A. V., Silva J. E. 1965. Lutzomyia callipyga ingår i släktet Lutzomyia och familjen fjärilsmyggor. Inga underarter finns listade i Catalogue of Life.